# Estação Bratislavskaia
Bratislavskaia (em russo:  Братиславская) é uma das estações da linha Liublinsko-Dmitrovskaia (Linha 10) do Metro de Moscovo, na Rússia. A estação «Bratislavskaia» está localizada entre as estações «Mariino» e «Liublino».